# Зельонка (Щиценський повіт)
Зельонка (пол. Zielonka, нім. Seelonken) — село в Польщі, у гміні Щитно Щиценського повіту Вармінсько-Мазурського воєводства.
Населення — 203 особи (2011).

## Демографія
Демографічна структура станом на 31 березня 2011 року:
|          | Загалом | Допрацездатний вік | Працездатний вік | Постпрацездатний вік |
| -------- | ------- | ------------------ | ---------------- | -------------------- |
| Чоловіки | 104     | 23                 | 70               | 11                   |
| Жінки    | 99      | 27                 | 60               | 12                   |
| Разом    | 203     | 50                 | 130              | 23                   |